# 마타람 술탄국
마타람 술탄국(인도네시아어: Kesultanan Mataram, 영어: Mataram Sultanate, Sultanate of Mataram)은 자와섬 중부 족 자카르타 지역에 번성했던 왕국이다. '마타람'은 자카르타 지역의 옛 지명이다.
자바의 역사에서 마타람 왕국이라 불리는 나라는 8 - 9세기 에 번영한 고대 마타람 왕국과 16 세기 말에 흥한 새로운 마타람 왕국 두 가지가있다. 이들은 각각의 왕권의 종교적 기반에서 힌두교 · 마타, 이슬람 마타람과도 구별된다.
도서 지역 동남아 최대의 쌀 생산지인 중부 자바의 비옥한 농업 지대를 지배하고 수출 항구로 자바 섬 북부의 항구 도시 국가들을 영향력 하에두고, 17 세기에 걸쳐 중부 자바 동부에서 강성하였다.
바타비아와 자와섬 서부에 강한 영향력을 행사했으나, 18세기 중반에 네덜란드 동인도 회사의 개입으로 1755년 멸망했다.